# Mosty (województwo zachodniopomorskie)

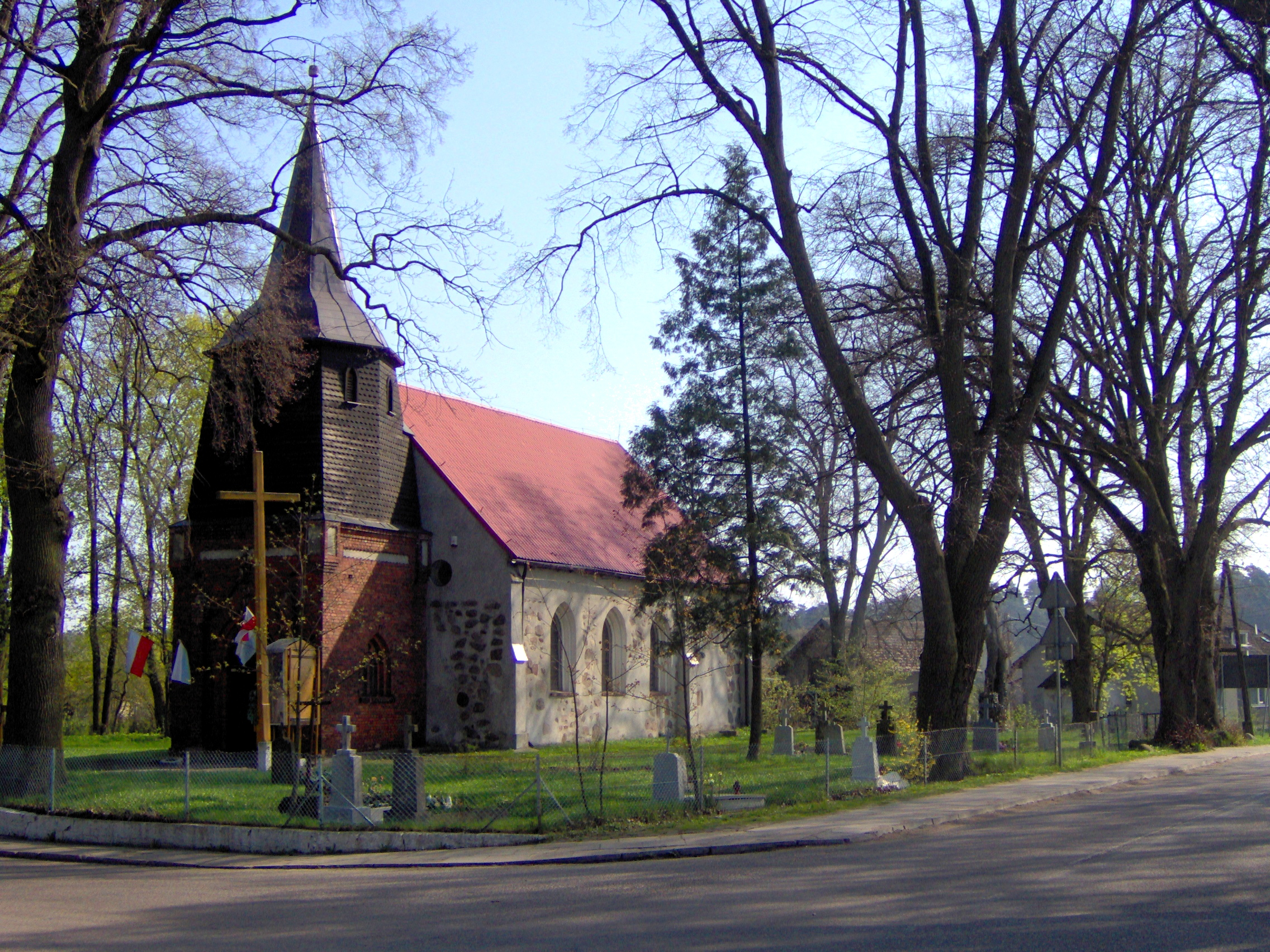
Kościół parafialny w Mostach

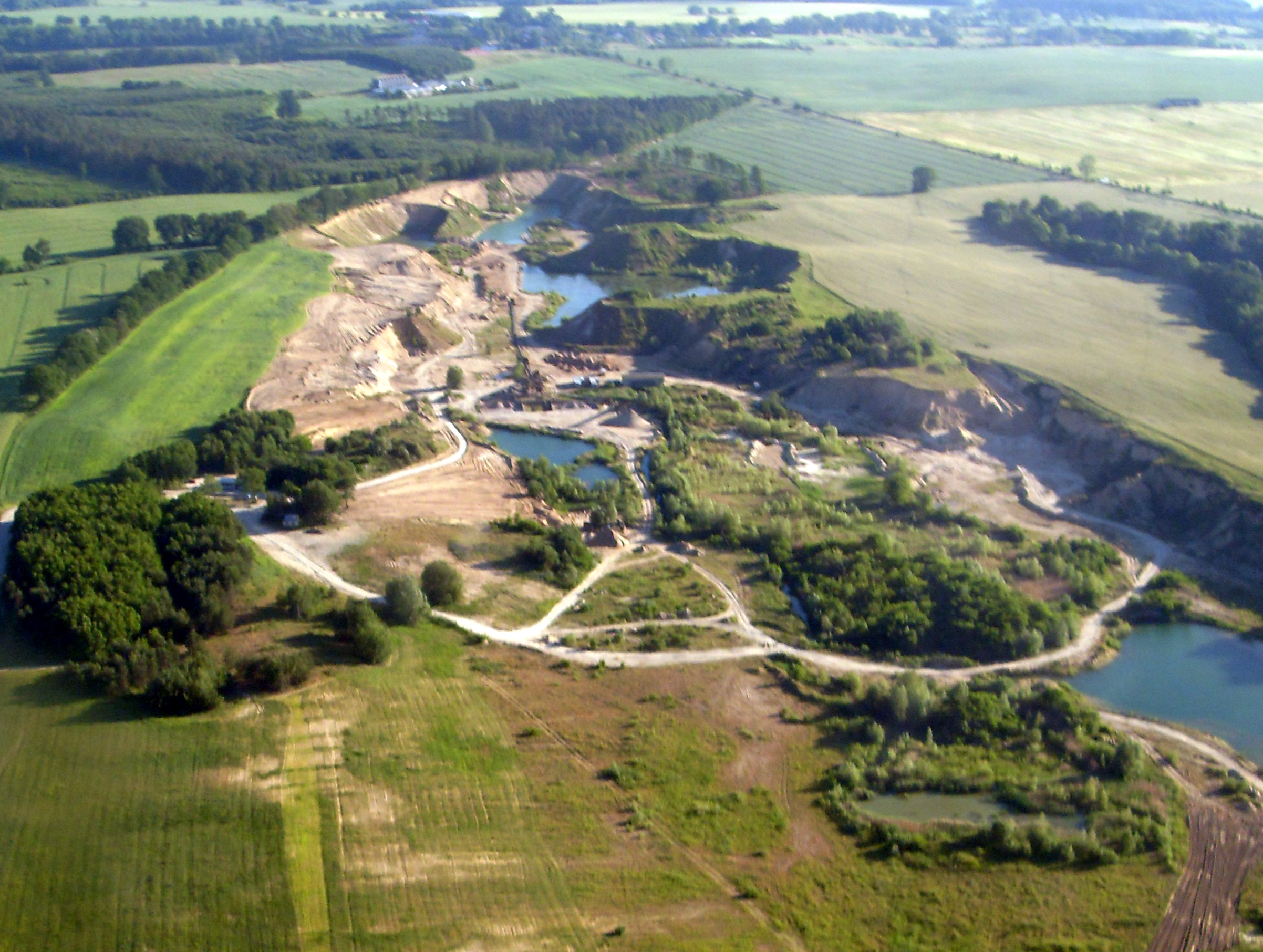
Żwirownia i piaskownia w pobliżu wsi

Mosty (do 1945 niem. Speck) – wieś w Polsce położona w województwie zachodniopomorskim, w powiecie goleniowskim, w gminie Goleniów.
W latach 1945–1954 istniała gmina Mosty. W latach 1954–1972 wieś należała i była siedzibą władz gromady Mosty. W latach 1975–1998 miejscowość położona była w województwie szczecińskim.
Największa wieś w gminie Goleniów, położona na Równinie Nowogardzkiej, na terenie pagórkowatym (drumliny), otoczona stawami i jeziorem parkowym, a od wschodniej strony fragmentami leśnymi, stanowiącymi wschodnie rubieże Puszczy Goleniowskiej. Wieś położona jest przy drodze nr 113 łączącej Goleniów z Maszewem. We wsi znajduje się przystanek kolejowy na linii prowadzącej do Kołobrzegu, na Osiedlu-Mosty.
Mosty zamieszkuje około 1420 osób (2000). Większość zabudowy wsi to budynki stanowiące zaplecze dawnego PGR Mosty, jednego z dwóch wielkich kombinatów w gminie Goleniów. Część zabudowy wsi to domy zabytkowe, ryglowe i murowane, pochodzące z przełomu XIX i XX wieku. Wieś, założona na planie ulicówki zatraciła swój charakter. Znajdują się tutaj zakłady usługowe i przemysłowe, kilka sklepów, ośrodek zdrowia, Zespół Szkół Publicznych w Mostach im. Lotników polskich oraz posterunek straży pożarnej. Na wschód od wsi znajduje się czynna żwirownia i piaskownia, jeden z kilku zakładów górniczych na terenie gminy Goleniów. Wieś posiada charakter usługowo-rolniczo-przemysłowy.
W 2010 otwarta została w miejscowości Sala Zgromadzeń Świadków Jehowy na ok. 1000 miejsc wraz z Salą Królestwa.

## Historia
Pierwsze ślady osadnictwa ludzkiego pochodzą z okresów ceramiki sznurowej i kultury łużyckiej. We wczesnym średniowieczu znajdowała się tutaj osada, na bazie której założono wieś, po raz pierwszy wzmiankowaną 14 lutego 1302 roku. W Mostach istniał w tym czasie zamek obronny. Wieś przyjęła słowiańską nazwę Kamienny Most, zastąpioną potem przez niemieckie Speck. Do XV wieku była własnością rodziny von Viesen. 
W 1477 Paweł von Viesen darował wsie Mosty, Maciejewo, Burowo i Osina Karsenowi von Flemming. Rodzina von Flemmingów pochodziła z Flandrii (dzisiejsza Belgia), skąd w XIII wieku przeniosła się do Brandenburgii i na Pomorze. Ich główna pomorska siedziba znajdowała się w Buku (obecnie gmina Przybiernów), zaś nowe majątki (m.in. Mosty) to wynik dobrych układów Flemmingów z książętami pomorskimi. W XVI wieku wieś, pod panowaniem nowych właścicieli, przeżywała rozkwit. Rozbudowała się znacznie, powstała karczma, wiatrak, kościół, kuźnia. Flemmingowie często procesowali się ze spokrewnioną z nimi rodziną von Petersdorf oraz z Kościołem, który w XVI wieku oskarżył Jerzego von Flemming o bezprawne przywłaszenie podatku od dochodów z karczmy. Spory rodzinne nie przyniosły niczego dobrego. 
Wieś popadła w długi i w 1748 roku została za niską cenę sprzedana Kristianowi Müllerowi z Nowogardu. Potem wieś przechodziła z rąk Müllerów do Flemmingów i Petersdorfów, w 1802 odkupił ją Jan Fryderyk von Blankschein. Z tego okresu pochodzą pierwsze wzmianki o istniejącym tu pałacu. Od 1809 właścicielem Mostów był Karol Karbe, który założył m.in. wieś Imno oraz folwark Przepiórki. W 1840 wieś przejęła rodzina von Schven, a 10 lat później von Flugge. Ród ten władał Mostami do II wojny światowej. W połowie XIX wieku majątek von Flugge liczył ponad 3000 morgów ziemi. W 1872 roku Mosty zamieszkiwało około 400 osób, znajdowała się tutaj szkoła, kościół, 8 gospodarstw chłopskich, 19 domów mieszkańców wolnych od podatku oraz folwark w Przepiórkach (obecnie leśniczówka przy drodze do stacji kolejowej). 
W 1898 umarł Wilhelm von Flugge (pierwszy właściciel wsi z tej rodziny), a Mosty stały się własnością jego syna Maksymiliana. Przestawił on gospodarkę folwarku na hodowlę owiec, co przyniosło duże zyski i umożliwiło mu budową nowego pałacu. Pałac powstał w latach 1910–1928, a nadzorcą budowy był architekt von Bismarcków Paweł Korff. W 1925 wieś zamieszkiwało około 350 osób. W 1936, po śmierci Ernsta von Flugge, majątek został podzielony pomiędzy trójkę jego dzieci. W czasie II wojny światowej, w Mostach istniała duża fabryka zbrojeniowa (zwana "Luftmuna Speck") zatrudniająca ok. 2500 robotników (głównie przymusowych).
W 1945 Mosty przejęli Polacy. Wieś nazywała się przejściowo Sobótka, a następnie na mocy rozporządzenia Ministrów Administracji Publicznej i Ziem Odzyskanych z dnia 15 marca 1947 roku została przyjęta obecna nazwa.

## Zabytki
- Kościół parafialny pw. Matki Bożej Gromnicznej został zbudowany na gotyckich fundamentach z XV wieku, przebudowany w wieku XVIII i XIX w stylu neogotyckim. Świątynia zbudowana z czerwonej cegły i kamienia. Wejście od strony ceglanej wieży dzwonnej, dwukondygnacyjnej, przykrytej spadzistym dachem, przez neogotycki portal. Kościółek to prosta budowla salowa, z wydzielonym prezbiterium. Ciekawym elementem wewnątrz jest drewniany chór w kształcie litery L i organy. Wyposażenie kościoła w większości powojenne. Dach został pokryty nową dachówką. Wokół świątyni znajduje się nieużywany już cmentarz. Najstarszy nagrobek ewangelicki pochodzi z 1929 roku, zaś polski, katolicki z 1946. Cmentarz przestał być używany w 1957, kiedy to utworzono nowy, przy drodze na Maszewo. Warto zwrócić uwagę na stare lipy i kasztanowce porastające teren cmentarza.
- Pałac, w latach 1979–2011 działał tu dom dziecka im. prof. Jerzego Wołczyka, powstał w latach 1910–1928 i zbudowany został przez rodzinę von Flugge. Przy budowie zachowano jednak fundamenty dawnego dworu oraz aleję dojazdową. Budynek został wybudowany w stylu eklektycznym na planie wydłużonego prostokąta. Elewacje pałacu były bogato zdobione, m.in. loggiami, wykuszami czy basztą. Ciekawie prezentuje się fasada frontowa, z dwuosiowymi ryzalitami narożnymi. Interesujące mogą być także wnętrza pałacu, jednak jako dom dziecka nie jest on udostępniony do zwiedzania. Unikalna, podobna do średniowiecznej kaplicy, jadalnia pałacowa jest jednym z czynników powodujących tak wielką wartość zabytku. Przy budynku znajdują się dwie oficyny oraz różnorakie zabudowania folwarczne (pochodzące z tego samego okresu)[9]. Pałac został gruntownie przebudowany (m.in. podwyższony), co spowodowało spadek jego wartości jako zabytku. Za pałacem znajduje się park dworski, założony w XIX wieku w stylu angielskim. Obecnie jest to teren nieco okrojony i zarośnięty (przypomina trochę niewielki lasek). Znajdują się tam jednakże wiekowe buki, sosny i dęby, a szczególną uwagę należy zwrócić na aleję obsadzoną czterdziestoma bukami czerwonolistnymi.

## Sport
W Mostach działa Ludowy Uczniowski Klub Sportowy Promień Mosty, występujący w klasie okręgowej, w barwach czarno-żółto-zielonych.